# ウィル・ダノフ
ウィル（ウィリアム）・ダノフ（1959〜60年頃の生まれ。年齢不詳）は、1990年以来、フィデリティインベスメンツのVice President兼フィデリティコントラファンドのポートフォリオマネージャーです。コントラファンドは、1,290億米ドルで、単独マネージャーとしては世界最大のアクティブ運用の株式ファンドです。
日本ではウィル・ダノフの運用するコントラファンドは、フィデリティ投信よりフィデリティ・米国株式ファンドとして設定されている。

## 学歴と初期のキャリアについて
ダノフはハーバード大学で歴史の学位を、ペンシルバニア大学ウォートン校でMBAを取得し、1986年にアナリストとしてフィデリティに入社しました。

## フィデリティ・コントラファンド
ウィル・ダノフはフィデリティインベスメンツのフラッグシップ投資信託ファンドであるコントラファンドの単独マネージャーです。Contrafundは、Fidelityの最大の投資信託の1つであり、1,290億ドルを超える資産を保有しており、世界最大の単独マネージャーによる投資信託ファンドです。2014年（Morningstar Incorporatedによる）に、ダノフのコントラファンドはS&P 500の1年、3年、5年、10年、15年において優れたトータルリターンを達成したと評価されました。2018年7月現在、ファンドはS&P 500を上回るパフォーマンスを継続しています。
フィデリティコントラファンドは、キャピタルのAmerican Funds Growth Fund （AGTHX）に次ぐ投資信託であり、米国で2番目に大きいアクティブ運用のファンドとなります。American Funds Growth Fund 約1,389億ドルを保有しています。ウィル・ダノフがファンドマネージャーを務めるフィデリティコントラファンドよりも約4分の1だけ大きい。フィデリティコントラファンドとの比較で考慮すべきもう1つの点は、AGTHXの主力ファンドには11〜12人のファンドマネージャーがいる一方、単独マネージャーとしてダノフがこの規模のファンドを運用している事実について、業界内外からの称賛と尊敬を受けている理由の一つである。 ウィル・ダノフは、2013年夏のインタビューで彼の成功を説明するために次のように述べています。「ファンドの規模が大きく成ればなるほど、運用の難易度は高くなります。さらに大きな賭けに出る必要があり、それはとても難しいことなのです。私の運用するファンドの分母はとても大きいので、ドラマティックで素晴らしいストーリーを見つけるのはそれほど簡単ではないのです。」